# Gebirgsgroßauge
Das Gebirgsgroßauge (Platybunus bucepahlus) ist eine Art der Weberknechte und in Europa beheimatet.

## Merkmale
Die Körperlänge der Männchen beträgt 4,7–5,6 mm, die der Weibchen 6,8–8,3 mm. Die Grundfärbung des Körpers ist graubraun und bei den Weibchen oberseits auch silbrig gefärbt. Die Sattelzeichnung ist scharf abgesetzt und braunschwarz gefärbt. Sie befindet sich in einem umlaufenden, breiten grauen Band und kann bei Weibchen sehr variabel gefärbt sein. Der sehr große und breite Augenhügel ist braun, gelblich oder rötlichweiß gefärbt. Männchen sind unauffälliger gefärbt als die Weibchen, meist ohne silbrige Zeichnung. Die Beine sind rund und mäßig lang, die Femora rund mit winzigen schwarzbraunen Dornen. Eine ähnliche Art ist das nah verwandte Waldgroßauge. Bei ihm überragt der Femur des letzten Beinpaares den Hinterleib nicht nur geringfügig, sondern um etwa ein Drittel.

## Verbreitung und Lebensraum
Die Art ist in Mitteleuropa verbreitet. Bekannt ist sie vor allem aus Frankreich, Deutschland, der Schweiz, Österreich, dem Norden Italiens, Slowenien und Ungarn. Darüber hinaus kommt sie in Polen, Tschechien, der Slowakei, Rumänien, Kroatien und Bosnien-Herzegowina vor. Ein Verbreitungsschwerpunkt liegt in den östlichen Alpen und umgebenden Gebieten. 
Der Lebensraum sind meist schattige, eher feuchte Nadelwälder der Mittel- und Hochgebirge. Die Art findet sich in Höhen von 600 bis 2650 m. Im Hochgebirge überschreitet die Art die Baumgrenze und lebt in offenem Gelände auf Geröllschutt, alpinen Rasen und Schneetälchen. Hier teilt sie sich die Lebensräume manchmal mit dem Gletscherweberknecht. Das Gebirgsgroßauge lebt in den Habitaten in der Kraut- und Strauchschicht, an Baumstämmen und Felswänden und seltener unter Fallholz, Steinen oder zwischen Bodenwurzeln. Juvenile Tiere leben in der Bodenschicht.

## Lebensweise
Reife Individuen finden sich von März oder April bis September, in höheren Lagen erst ab Mai. Die Art ist überaus kälteresistent – juvenile Tiere schlüpfen im Juli und August und sind bis in den November hinein auf Neuschnee aktiv. Sie überwintern. Die Art ernährt sich von kleinen Insekten und frisst auch Aas.

## Taxonomie
Die Art wurde 1835 von Carl Ludwig Koch unter dem Namen Opilio bucephalus erstbeschrieben.